# Rhombozoa
Rhombozoa (rombozoários, do grego rhombos, peão giratório + zoon, animal) ou Dicyemida (diciêmidas), é um filo do reino Animalia (Mesozoa), constituído por pequenos parasitas renais especializados em rins de polvos, sépias e lulas. Os rombozoários alojam-se na interface entre a urina e o muco que reveste o epitélio do rim, um ambiente praticamente anaeróbico. Existem aproximadamente 75 espécies neste filo. Cada parasita adulto tem aproximadamente 30 células.
Embora o nome Dicyemida preceda o nome Rhombozoa em uso, e seja preferido por muitos autores contemporâneos, Rhombozoa continua sendo um nome mais popular.
Tradicionalmente, dicyemidas foram agrupados com os Orthonectida no grupo Mesozoa;no entanto, a filogenia molecular indica que os dicyemidas talvez sejam mais aparentados com os Platyhelminthes.
Dicyemidas adultas atingem um tamanho de 0,1-9,0 mm, e eles podem ser facilmente visíveis com um microscópio.Dicyemidas apresentam, quando adultos,uma particularidade de que, na mesma espécie, todos têm o mesmo número de células, fazendo dessa característica um meio de identificação muito útil.A estrutura desses organismo é muito simples:uma única célula axial é revestida por uma capa de células ciliadas.A região anteroior desse organismo é terminada com uma espécie de "calota" e serve para prender a Dicyemida ao tecido renal.
São divididos em duas famílias:Conocyemidae e Dicyemidae.

## Ciclo de vida
O rombozoário adulto, chamado nematógeno, possui uma célula axial central onde são formados os embriões vermiformes. Nos cefalópodes adultos, as células axiais forma uma gônada hermafrodita que produz óvulos que são fertilizados pelos espermatozoides produzidos na mesma gônada, originando a larva infusoriforme.
Dicyemidas existem em ambas as formas, assexuada e sexuada.A primeira é predominante na juventude e a última, na idade adulta.O estágio assexuado é chamado de nematógeno; que produz larvas vermiformes que chegam à maturidade por desenvolvimento direto para formar novos nematóenos. Os nematógenos proliferam em cefalópodes jovens.
Conforme a infeção perdura, talvez os nematógenos adquiram uma certa densidade, larvas vermiformes maturam para a forma rhombogenos, o estágio sexual, muito maiores que os nematógenos.Como no estágio assexuado do trematódeo, uns poucos nematógenos podem ser encontrados na velhice.Eles devem exercer alguma função.